# Oribatella ornata
Oribatella ornata är en kvalsterart som först beskrevs av Coggi 1900.  Oribatella ornata ingår i släktet Oribatella och familjen Oribatellidae. Inga underarter finns listade i Catalogue of Life.